# Comuna Hrabiv, Ripkî
Hrabiv (în ucraineană Грабів) este o comună în raionul Ripkî, regiunea Cernihiv, Ucraina, formată din satele Ciudivka, Hrabiv (reședința) și Pîlîpcea.

## Demografie
Componența lingvistică a comunei Hrabiv
     Ucraineană (95,07%)
     Rusă (4,71%)
     Alte limbi (0,21%)
Conform recensământului din 2001, majoritatea populației comunei Hrabiv era vorbitoare de ucraineană (95,07%), existând în minoritate și vorbitori de rusă (4,71%).